# Amenaça nuclear (pel·lícula de 1988)
Amenaça nuclear (títol original: Miracle Mile) és una pel·lícula estatunidenca dirigida per Steve De Jarnatt, estrenada l'any 1988. Ha estat doblada al català.

## Argument
Una nit, després d'una cita fallida amb la dona de la seva vida, un home rep en una cabina telefònica la trucada desesperada d'un jove militar que intenta trobar el seu pare i que descobreix, embogit, que uns míssils nuclears cauran sobre Los Angeles en 1 hora i 10 minuts.

## Repartiment
- Anthony Edwards: Harry Washello
- Mare Winningham: Julie Peters
- John Agar: Ivan Peters, l'avi de Julie
- Lou Hancock: Lucy Peters, l'àvia de Julie
- Mykelti Williamson: Wilson
- Kelly Jo Minter: Charlotta, la germana de Wilson
- Kurt Fuller: Gerstead
- Denise Crosby: Landa
- Robert DoQui: Fred, el cuiner
- O-Lan Jones: La criada
- Claude Earl Jones: Harlan
- Alan Rosenberg: Mike
- Danny De la Paz: El travesti
- Earl Boen: L'home borratxo davant el cafè
- Diane Delano: L'hostessa
- Raphael Sbarge: Chip (veu)
- Peter Berg: Músic de l'orquestra
- William Schallert: Un client del cafè
- Lucille Bliss: La vella del cafè

## Producció

### La gènesi de la pel·lícula
Abans que Amenaça nuclear no esdevingui una pel·lícula, s'haurà arrossegat durant deu anys en els despatxos de Hollywood. El 1983, és escollida per la revista American Film com un dels deu millors guions no portats encara a la pantalla. Steve De Jarnatt l'havia escrit per Warner Brothers esperant dirigir-la ell mateix. Però l'estudi la veia més gran i no desitjava contractar un director debutant com De Jarnatt.
Amenaça nuclear passa a preproducció durant tres anys fins que De Jarnatt no decideix comprar el script per 25.000 $. Després de l'haver-lo reescrit, l'estudi li proposa comprar-lo per 400.000 $. De Jarnatt refusa. Quan ho presenta a uns altres estudis, els molesta la barreja entre història d'amor i guerra nuclear, sense oblidar un desenllaç pessimista. D'altra banda aquest script poc convencional atreu l'actor Anthony Edwards. Finalment, De Jarnatt obté un pressupost de 3,7 milions de dòlars del productor John Daly de la Hemdale Film Corporation.
El script va ser igualment preseleccionat per constituir un dels esquetxos de la pel·lícula La Quarta Dimensió (1983).
El rodatge va tenir lloc del 13 d'abril al 4 de juny de 1987 en exteriors a Los Angeles.

### La història
Rodada al final dels anys 1980, quan la guerra freda s'acabava, la pel·lícula es distingeix mostrant gent intentant desesperadament fugir d'un atac nuclear imminent del qual han estat informats per casualitat, mentre que les altres pel·lícules que tracten de l'apocalipsi nuclear toquen més aviat el tema de les conseqüències de l'explosió en els supervivents.
La pel·lícula comença amb una banal història d'amor entre dues persones també banals. Al cap d'una vintena de minuts, quan Harry rep la trucada telefònica, el to de la pel·lícula bascula sobtadament. En principi impactat pel que acaba de sentir (se li anuncia que una guerra nuclear acaba de començar), Harry està dividit entre la idea de ser víctima d'una farsa i la urgència de fugir si el que li han dit és veritat.
Explicant el que ha sentit als clients del cafè, Harry és ràpidament confortat per una dona de negocis que té relacions d'alt nivell i que confirma que diversos coneguts semblen haver fugit sobtadament del país. Aleshores, la majoria dels clients fugen cap a l'aeroport sense esperar més, mentre que d'altres romanen escèptics i fan com si res no passés.
Però Harry, abans de tot, ha de salvar la dona de la seva vida, que ha conegut unes hores abans. Comença llavors una odissea nocturna en el curs de la qual Harry és sacsejat, provant desesperadament de marxar en helicòpter cap a l'aeroport.
El seu vagabundeig recorda el de Paul en Quina nit! (1985).

### Els papers principals
Els actors, encara que poc coneguts pel gran públic, s'han distingit en uns altres papers :
- Anthony Edwards (Harry) era llavors conegut pel seu paper de Goose en Top Gun (1986), i va esdevenir després famós cèlebre pel seu paper del Dr. Mark Greene en la sèrie de televisió Urgències.
- Mare Winningham (Julie) va ser nominada pel Oscar a la millor actriu secundària per la pel·lícula Georgia al costat de Jennifer Jason Leigh.
- Mykelti Williamson (Wilson) es distingirà el 1994 pel seu paper del soldat Bubba en la pel·lícula Forrest Gump.
- Denise Crosby (Landa) destacarà l'any 1989 en Simetierre, adaptació de la novel·la homònima de Stephen King. És la neta del cantant Bing Crosby.
- John Agar (Ivan Peters) va començar la seva carrera sota la direcció de John Ford al final dels anys 1940, quan era el marit de Shirley Temple abans de divorciar-se i casar-se amb la ballarina Loretta Combs.

### Els decorats

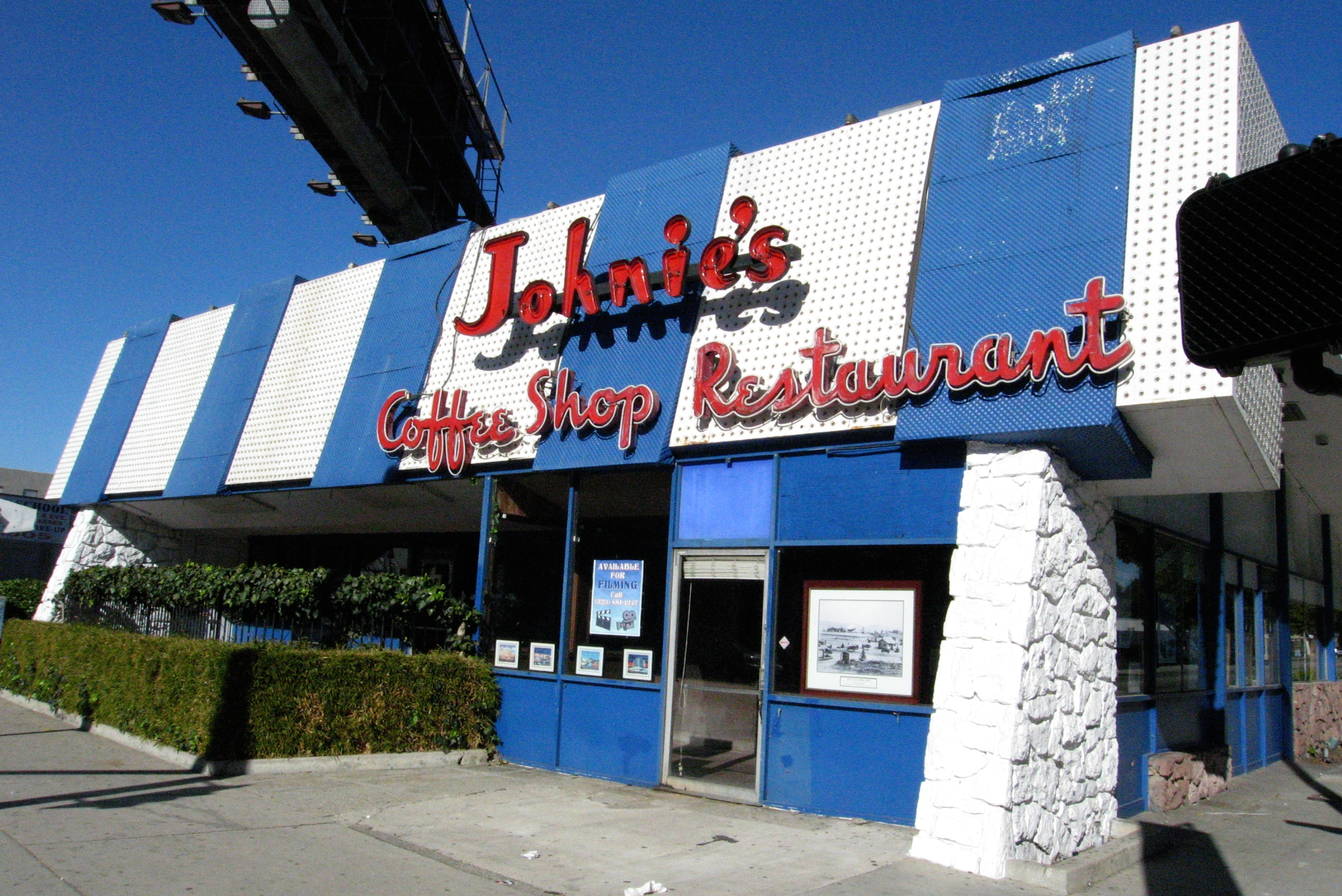
Johnie's Coffee Shop Restaurant

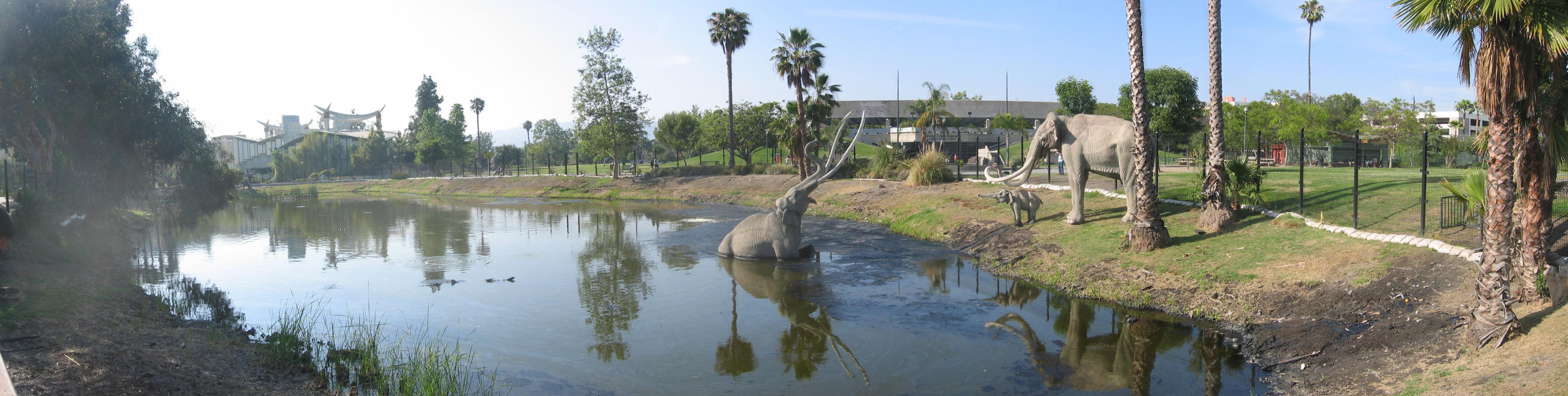
La mare d'asfalt de la Brea Tar Pits, percebuda en la pel·lícula.

El títol original de la pel·lícula ve del barri de Miracle Mile a Los Angeles on té lloc tota l'acció i en el qual es troben nombrosos edificis, entre els quals el de la companyia d'assegurança-vida Mutual Benefit Life, que serveix de punt central a la pel·lícula.

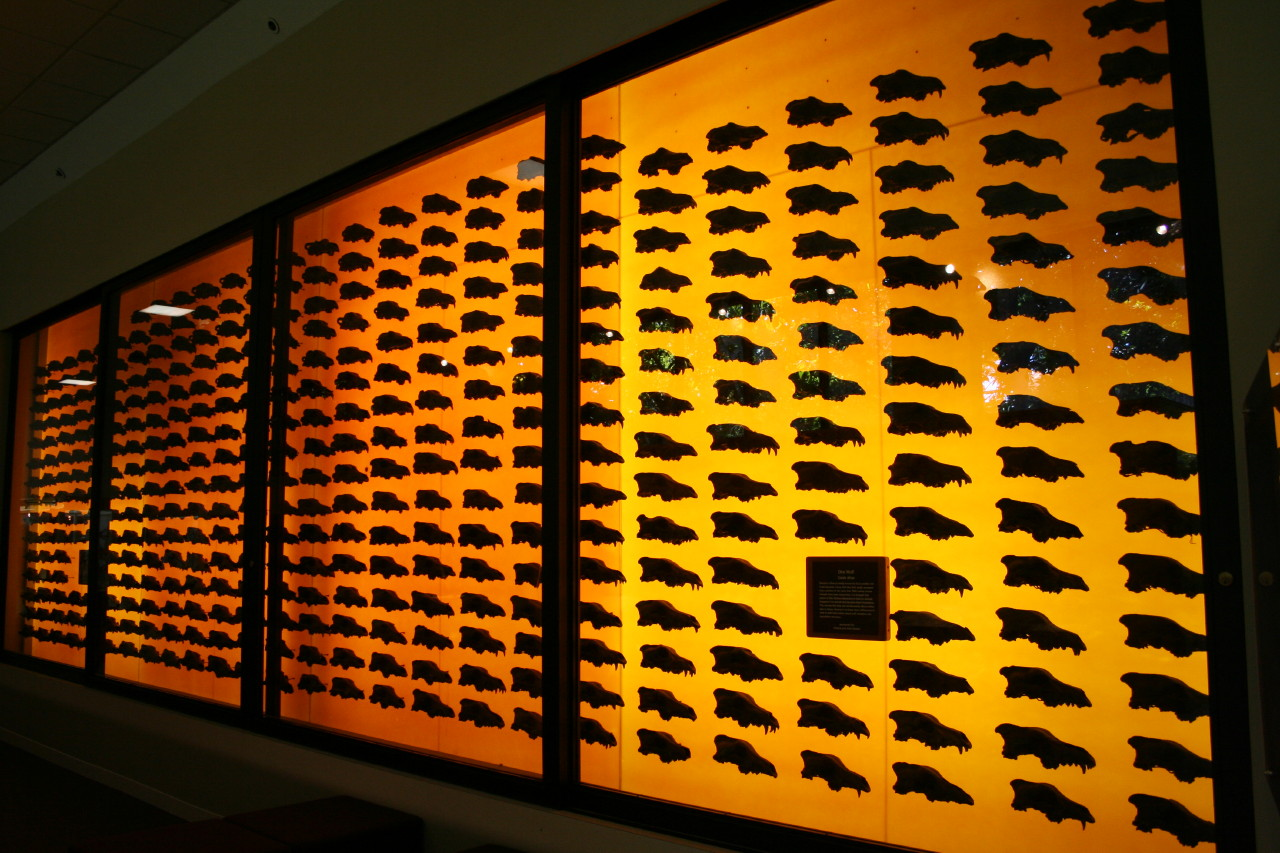
Els cranis de llop davant els quals es creuen Julie i Harry al museu.

En els primers minuts, es percep en principi el museu Page on es troben Harry i Julie, a continuació Ranxo La Brea a l'exterior del museu on es coneixen millor. Van a continuació a restaurant de la cadena Marie Callender, just al costat del museu, on Harry compra tots els llamàntols vius per deixar-los a continuació en els molls de Santa Monica.
Després es veu Harry tocar el trombó en un concert de caritat a l'aire lliure per salvar l'auditorium Pan-Pacific, que es percep breument. L'edifici estava abandonat des de 1972 i seria destruït l'any següent en un incendi.
La quasi totalitat de la pel·lícula es desenvolupa entre Wilshire Boulevard i Fairfax Avenue.
L'un dels llocs principals de la pel·lícula és el « Johnie's Coffee Shop Restaurant » situat al 6101 Wilshire Blvd on treballa Julie i on Harry rep la trucada telefònica. Fundat l'any 1955 (es deia llavors « Romeo's Times Square », com ho recorda justament un dels personatges de la pel·lícula) en un estil Googie molt en voga a Califòrnia els anys 1950, l'establiment és tancat des del 2000 però pot ser llogat per rodatges, i és de vegades obert al públic per Los Angeles Conservancy, una associació de conservació del patrimoni. Apareix sobretot en les pel·lícules Reservoir Dogs (1992), American History X (1998) i The Big Lebowski (1998).

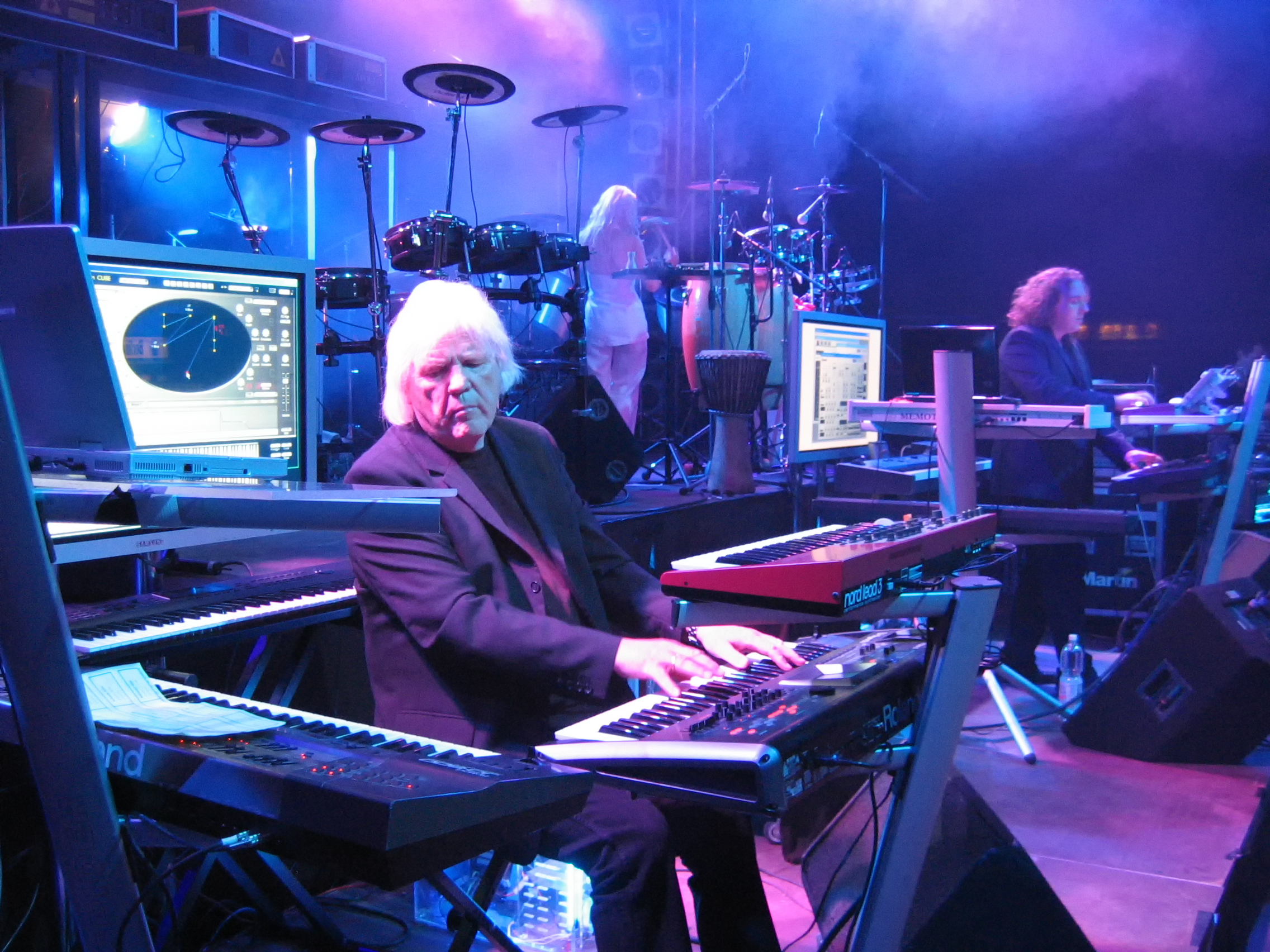
Tangerine Dream, autors de la banda sonora

## Final alternatiu
Els espectadors europeus han pogut veure una seqüència absent del muntatge americà: just abans dels crèdits finals, una animació mostrava dos diamants fusionar-se.

## Rebuda de la crítica
Amenaça nuclear va rebre una rebuda de la critica molt variada. Roger Ebert fa l'elogi de la pel·lícula, valorant la seva « eficàcia diabòlica » i el seu sentiment d'« autèntic terror ». En el Washington Post, Rita Kempley escriu: « Sembla que ell (De Jarnatt) no està molt interessat per la història ni pels seus personatges, sinó més aviat per la idea de dir alguna cosa profunda - que no és el cas ». Stephen Holde escriu en el New York Times: « Tot com Harry i Julie, el Sr. Edwards i la Sra. Winningham formen una parella inhabitualment refrescant ». En la seva crítica pel Boston Globus, Jay Carr la descriu com « una pel·lícula bruta, però plena d'energia, de precipitació, de convicció i de calor i no la voleu oblidar ».

## Premis i nominacions
- 1989: Premi dels millors efectes especials al Festival internacional de cinema de Catalunya.
- 1990: Nominació al Independent Spirit Award al millor guió (per Steve De Jarnatt) i al millor segon paper femení (per Mare Winningham).
- 1990: Nominació al premi del Gran Jury del Festival de Cinema de Sundance.
- 1990: Presentat en competició al Festival internacional de cinema fantàstic de Avoriaz.